# Vánoční liturgie
Vánoční liturgie je soubor pravidel pro vánoční bohoslužby, tedy bohoslužby týkající se svátku Vánoc. Vánoce, jakožto svátky narození Krista oslavují křesťanské církve. Liturgie mohou být odlišné v jednotlivých církvích a v katolické církvi mohou být mírně upravovány duchovními.

## Katolická církev
Vánoce jsou oslavovány od I. nešpor Narození Páně do neděle po Zjevení Páně. Hlavním svátkem v době vánoční je Hod Boží vánoční, tedy 25. prosince.
Podle římské tradice lze slavit v den Narození Páně mši třikrát. V noci, za svítání a ve dne. Tato praxe byla zaznamenána už za Řehoře Velikého. Mešních texty z vigilie Narození Páně jsou použity pro Štědrý večer 24. prosince buď před I. nešporami, anebo po nich. Pro mše o slavnosti Narození Páně jsou čtení vybrána tak, aby odpovídaly římské tradici. 
První mše na Hod Boží vánoční je nazývána mše „půlnoční“, nebo „andělská“, druhá je za svítání nebo nazývána „pastýřská“ a třetí mše, která je sloužena je za dne „velká“ či „slavná“. Názvy těchto mší byly zavedeny podle biblických textů čtených při mši.

### Čtení v oktávu Narození Páně
Způsob řazení slavení svátků v oktávu Narození Páně a čtení v tyto svátky:

### Vstupní modlitba
Modlitba, kterou je mše uvozována může mít různou podobu. Navozuje atmosféru pokání a pokoje. Některé modlitby společně odříkávají všichni přítomní pod vedením kněze, vstupní modlitbu pronáší kněží, přítomní odpovídají na znak souhlasu.

Příklad: „Svatý Bože dej, ať jsme naplněni úctou a láskou k tobě; vždyť ty nás stále miluješ a staráš se o nás jako Otec…“

#### 24. prosince
Mše před prvními nešporami nebo po nich slavnosti Narození Páně, první čtení Izajáš 62,1-5, Skutky apoštolů 13,16-17.22-25 a Evangelium podle Matouše 1,1-25 na další.

#### 25. prosince
O vigilích je používán text Izajáš 9,1-3.5-6 na první čtení, List apoštola Pavla Titovi 2,11-14, Evangelium podle Lukáše 2,1-14 na další. Následuje eucharistická modlitba, modlitba po přijímání a Slavnostní požehnání.

#### 25. prosince za svítání
Mše za svítání (podle liturgického čtení o pastýřích střídajících se u stáda nazývaná též pastýřská) v den slavnosti Narození Páně, Izajáš Iz 62,11-12 na první čtení, List apoštola Pavla Titovi 3,4-7, Evangelium podle Lukáše 2,15-20 na další.

#### 25. prosince ve dne
Mše za svítání v den slavnosti Narození Páně, Izajáš 52,7-10 na první čtení; z listu Židům 1,1-6; Evangelium podle Jana 1,1-18 na další.

#### Vánoční období
Během Vánočního období lze použít čtení z evangelií popisující události z Ježíšova dětství z evangelia podle Lukáše kdy je dvanáctiletý Ježíš v jeruzalémském chrámě v rozhovoru s knězi, v domě svého otce. Toto čtení je 29. a 30. prosince. První kapitola z evangelia podle Jana je používána od 31. prosince do 5. ledna. Rovněž v době od 7. do 12. ledna mohou být použity čtení ze všech čtyř evangelií o nejvýznamnějších událostech z Ježíšovy veřejné činnosti. 
Jsou používána i následující čtení:
- 26. prosince - svátek svatého Štěpána, prvomučedníka, čtení ze Skutků apoštolů 6,8-10;7,54-60, Evangelium podle Jana 1,1-18.
- 27. prosince - svátek svatého Jana, apoštola a evangelisty, čtení - na pokračování evangelium apoštola Jana.
- 28. prosince - svátek svatých Mláďátek, čtení - evangelium apoštola Jana.
- 29. -31. prosince - evangelium apoštola Jana.
- Slavnost Matky Boží, Panny Marie, Jsou vybrána čtení odpovídající svátku, o Panně Marii a o Nejsvětějším Jménu Ježíšově.

V druhou neděli po Narození Páně pojednávají čtení o tajemství vtělení. 
- druhá neděle připadající od 2. do 5. ledna je označována jako druhá neděle po Narození Páně. Čtení z knihy Sirachovcovy a čtení z listu svatého apoštola Pavla Efesanům.
- Zjevení Páně se slaví 6. ledna, svátek lze ale slavit v neděli od 2. do 8. ledna. čtení ze Starého zákona i z evangelia jsou preferované římskou tradicí. Také jsou používána čtení z Apoštola pojednávající o povolání pohanů ke spáse.
- následující neděli po 6. lednu je svátek Křtu Páně, první čtení Izajáš 42,1-4.6-7; Evangelium podle Matouše 3,16-17.